# Corsa allo Stelvio

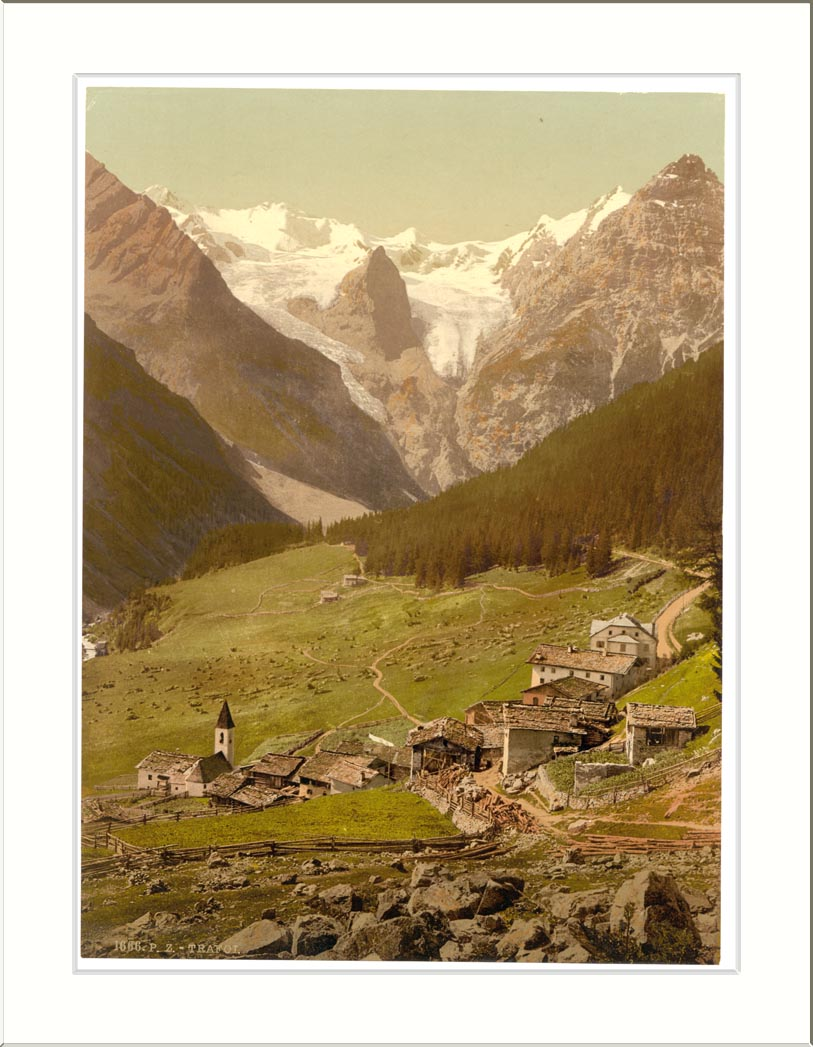
Le village de Trafoi, lieu de départ.

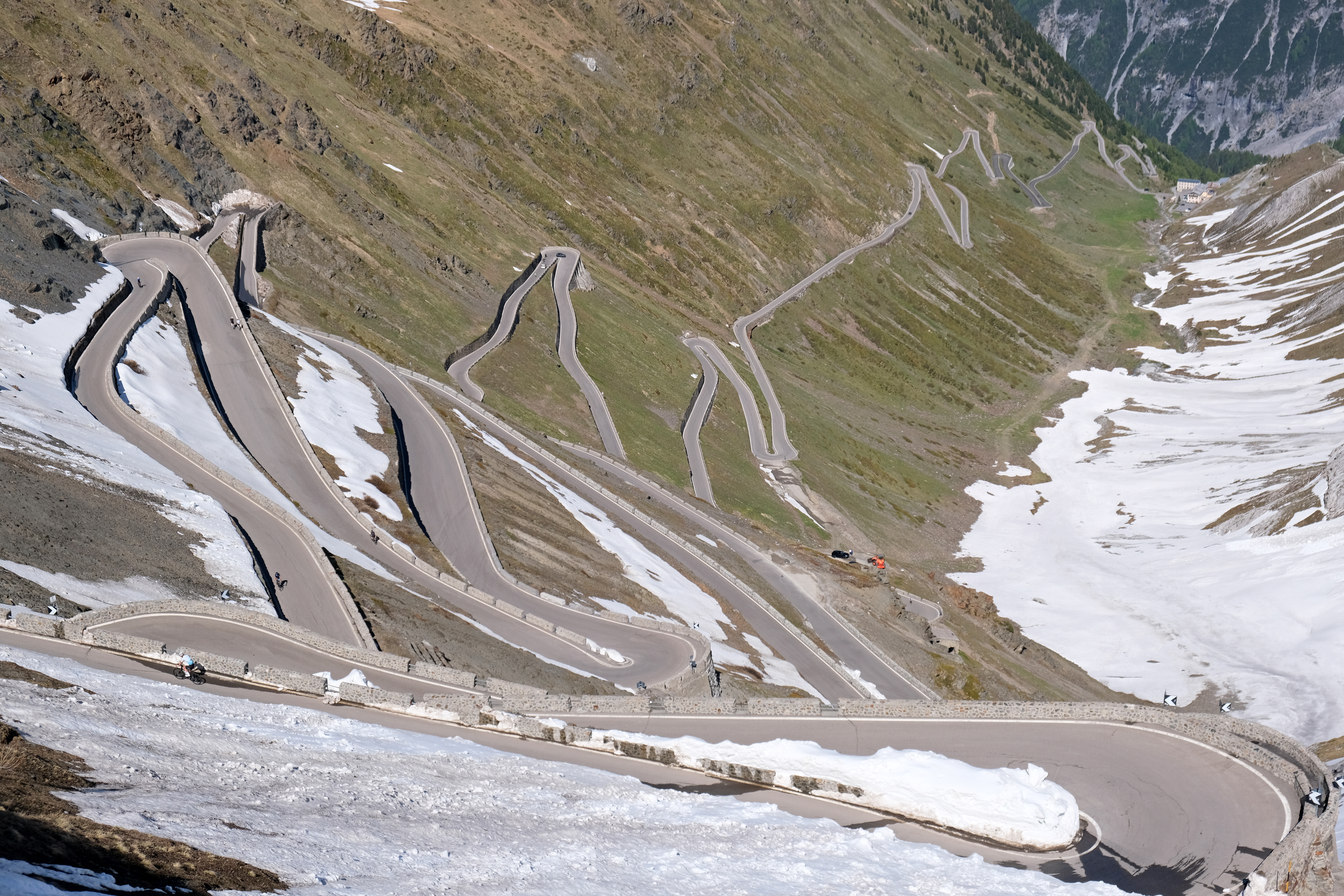
Les lacets menant au col du Stelvio.

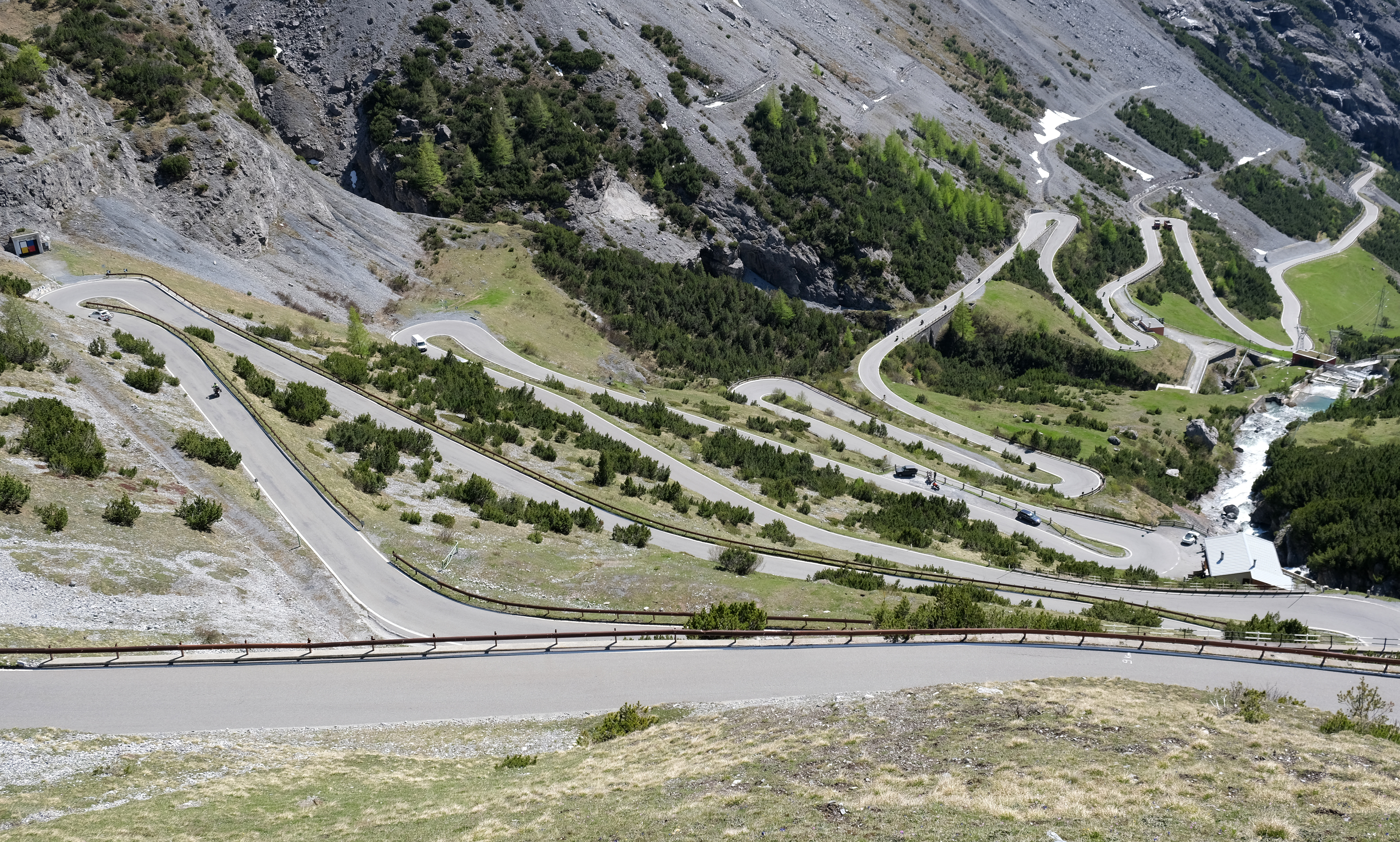
Les lacets menant au col du Stelvio.

La Corsa allo Stelvio est une compétition automobile italienne disputée avant-guerre le plus souvent à la fin du mois d'août, dans la province autonome de Bolzano non loin de Merano, dans la région du Trentin-Haut-Adige, au nord-est de l'Italie, dans le massif de l'Ortles.

## Histoire
Hormis en 1926 (27,5 kilomètres à partir de Bormio, deux fois dans l'année), le trajet allait sur 14 kilomètres de Trafoi — à 1 543 mètres d'altitude — dans le Tyrol du Sud jusqu'au col du Stelvio (passo dello Stelvio en italien, Stilfser Joch en allemand, à 2 758 mètres d'altitude), soit 45 virages en épingle à cheveux, en empruntant la route nationale SS 38 qui permet alors de rejoindre depuis le versant germanophone Bolzano à Sondrio située en Lombardie, en passant par les vallées du val Venosta, du val Trafoi, puis par le col lui-même, et ensuite par le val di Braulio et la Valteline sur le versant parlant l'italien. Trafoi est à 13 km par la côte de Spondigna, lieu où la route quitte le val Venosta pour la vallée de Trafoi.
La course est inscrite au Championnat d'Europe de la montagne en 1932 et 1933, puis au Campionato Italiano Sport en 1938 et 1939. Le record de l'ascension est établi en 1936, en 13 min 53 s 79 par Mario Tadini, également recordman du nombre de victoires (5, dont 4 consécutives).

## Palmarès

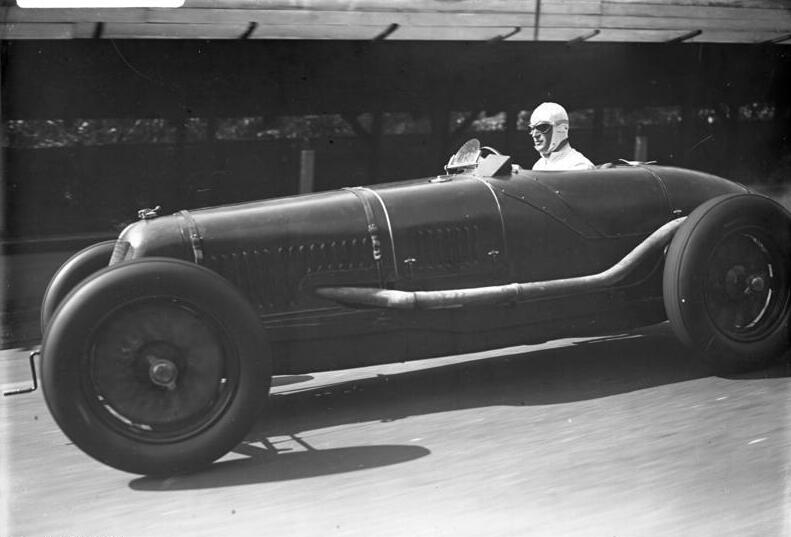
Hans Stuck en 1932, sur Mercedes-Benz SSKL (ici à l'AVUS).

| Année                     | Vainqueur         | Écurie                     |
| ------------------------- | ----------------- | -------------------------- |
| 1925                      | Gran Cordone      | Alfa Romeo                 |
| 1926 (28 août)            | Supremo Montanari | Bugatti T37                |
| 1926 (30 août)            | Luigi Bertarelli  | Fiat 501                   |
| 1927 à 1931               | Annulée           | Annulée                    |
| 1932                      | Hans Stuck        | Mercedes-Benz SSKL         |
| 1933                      | Mario Tadini      | Alfa Romeo Monza 2.3L.     |
| 1934                      | Mario Tadini      | Alfa Romeo Tipo B          |
| 1935                      | Mario Tadini      | Alfa Romeo Tipo B          |
| 1936                      | Mario Tadini      | Alfa Romeo                 |
| 1937                      | Non disputée      | Non disputée               |
| 1938                      | Piero Dusio       | Alfa Romeo 2900 Boticella, |
| 1939 (16 juillet) (Sport) | Renato Balestrero | Alfa Romeo 2300A,          |
| 1939 (19 juillet)         | Mario Tadini      | Alfa Romeo                 |

## Remarque
En 1929, une course est organisée dans le cadre de la Coupe Internationale des Alpes, gagnée par l'allemand Georg Kimpel en 16 min 29 s devant son équipier Wilhelm Merck (tous deux sur Mercedes-Benz SSK). Après une récidive en 1931, l'année 1932 voit Donald Healey et son Invicta gagner à son tour au Stelvio, toujours durant cette course de tourisme par étapes alpines, dite de régularité.